# Choeroniscus periosus
Choeroniscus periosus är en fladdermusart som beskrevs av Charles O. Handley 1966. Choeroniscus periosus ingår i släktet Choeroniscus och familjen bladnäsor. IUCN kategoriserar arten globalt som sårbar.
Inga underarter finns listade i Catalogue of Life. Wilson & Reeder (2005) skiljer mellan två underarter.
Denna fladdermus förekommer i sydvästra Colombia och i nordvästra Ecuador. Den vistas i låglandet och i kulliga områden upp till 500 meter över havet. Habitatet utgörs av regnskogar och andra fuktiga skogar. Individerna äter nektar och insekter.